# Valeri Andreev
Valeri Andreev (31 dicembre 1972) è un ex pentatleta tedesco.

## Palmarès
In carriera ha conseguito i seguenti risultati:
- Europei

Székesfehérvár 1997: argento nel pentathlon moderno individuale e bronzo staffetta a squadre.